# میدان آزادی، ایروان

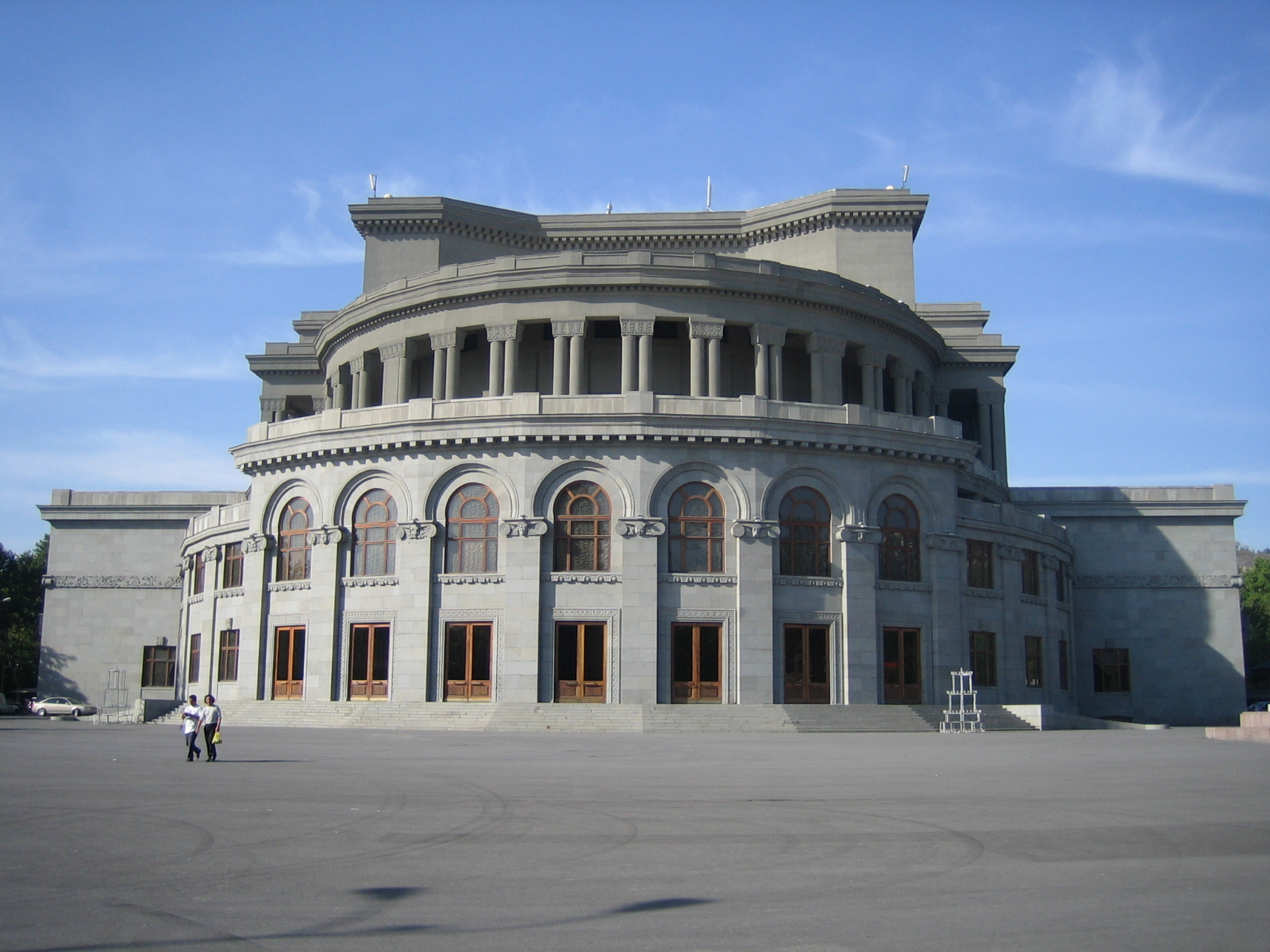
ساختمان اپرا

میدان آزادی (ارمنی: [Ազատության հրապարակ, Azatut'yan hraparak] Error: {{Lang}}: متن دارای نشانه‌گذاری ایتالیک است (راهنما)) که تا سال ۱۹۹۱ میلادی میدان تئاتر و میدان اپرا (ارمنی: Թատերական հրապարակ, T'aterakan hraparak) نیز نامیده می‌شد یکی از میدان‌های شهر ایروان، ارمنستان است.
این میدان که در ناحیه کنترون قرار دارد و میدان بخشی از مجموعه تالار اپرای ایروان محسوب می‌شود.
میدان آزادی توسط چهار خیابان محصور شده است که عبارتند از: خیابان تومانیان، خیابان تریان، خیابان سایات‌نووا و خیابان ماشتوتس
تندیس‌های هوهانس تومانیان (نویسنده) و آلکساندر اسپندیریان (آهنگساز) در این میدان نصب شده است.

## در حیطه سیاست
در ارمنستان این میدان «سمبل آزادی» نامیده می‌شود. و برآورد می‌شود بتواند ۴۲٬۰۰۰–۴۵٬۰۰۰ تا ۵۰٬۰۰۰ نفر. را در خود جای دهد.

## نگارخانه

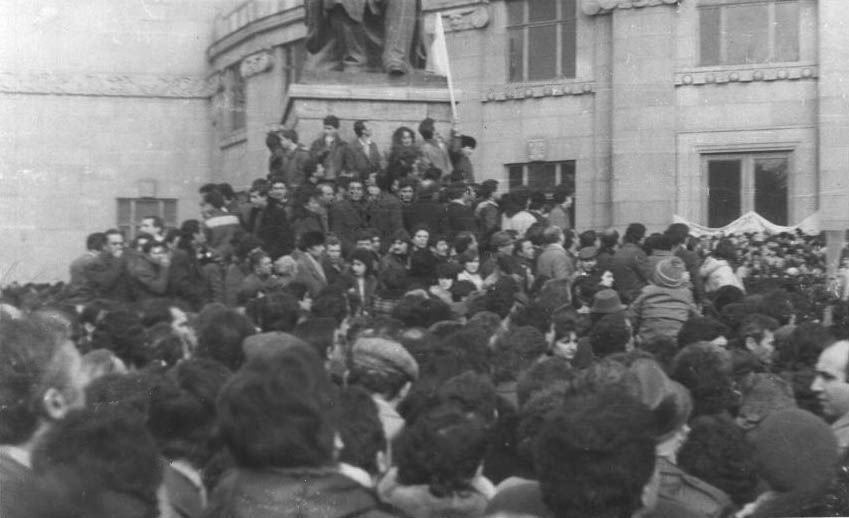
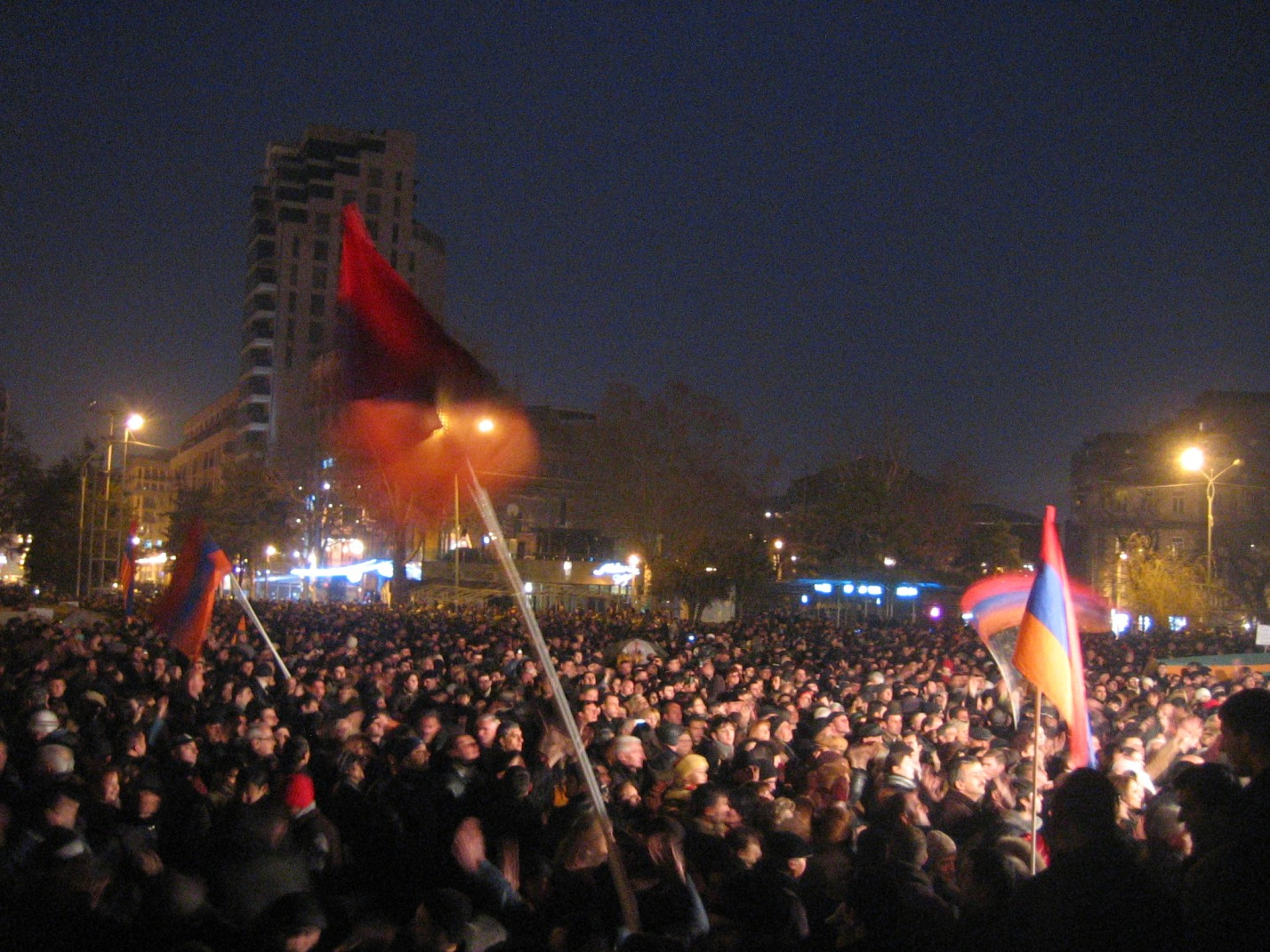
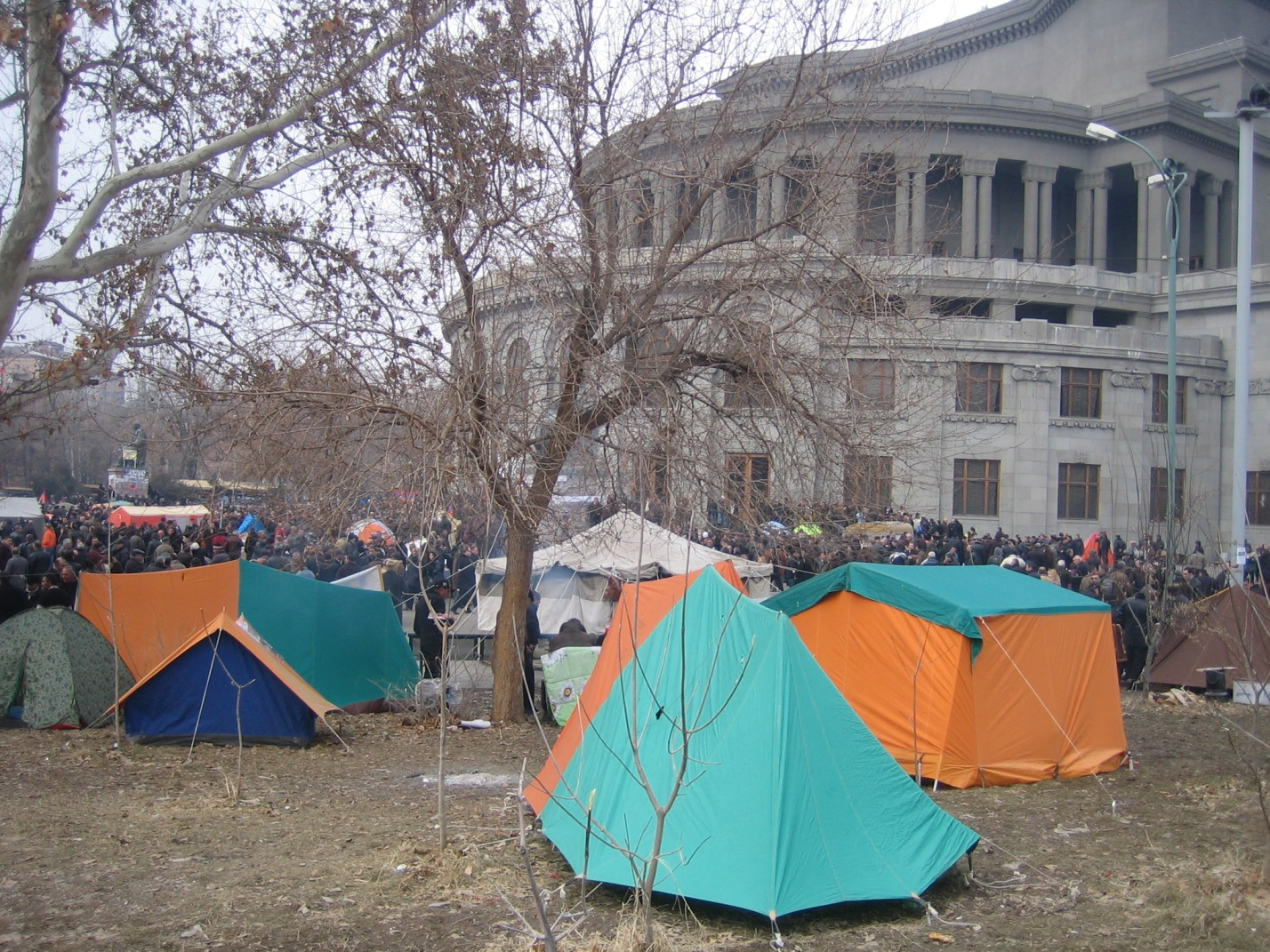
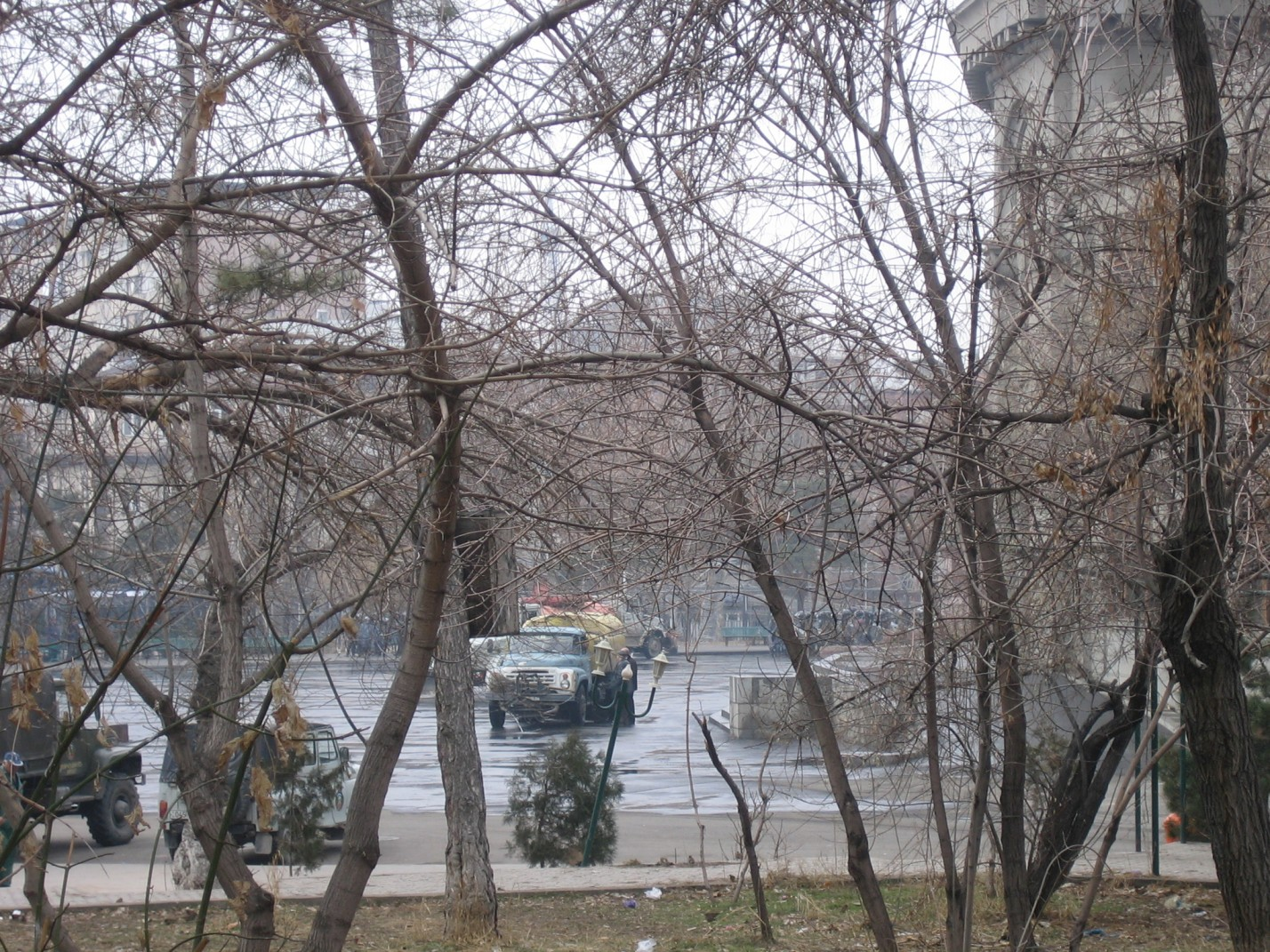
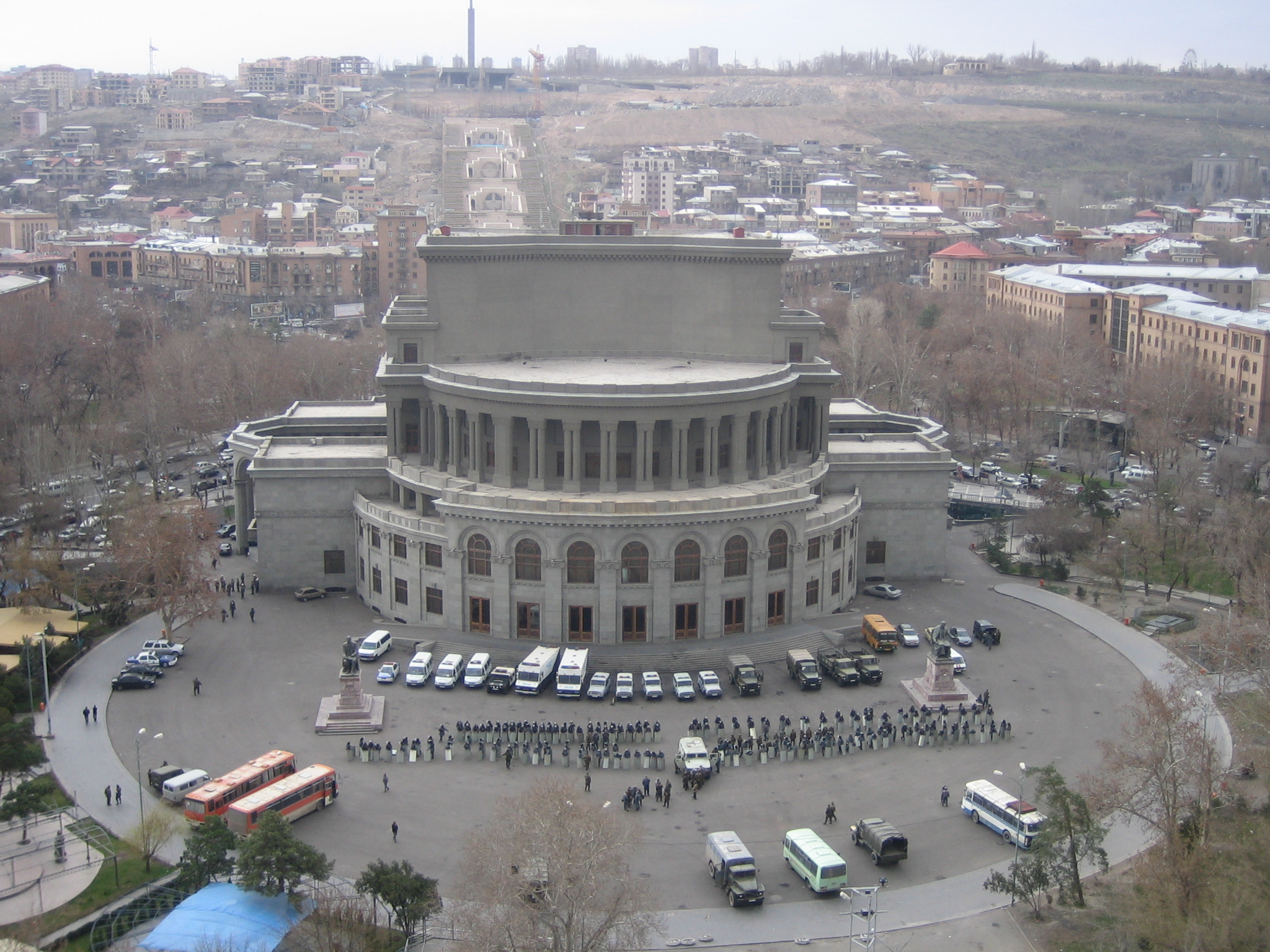
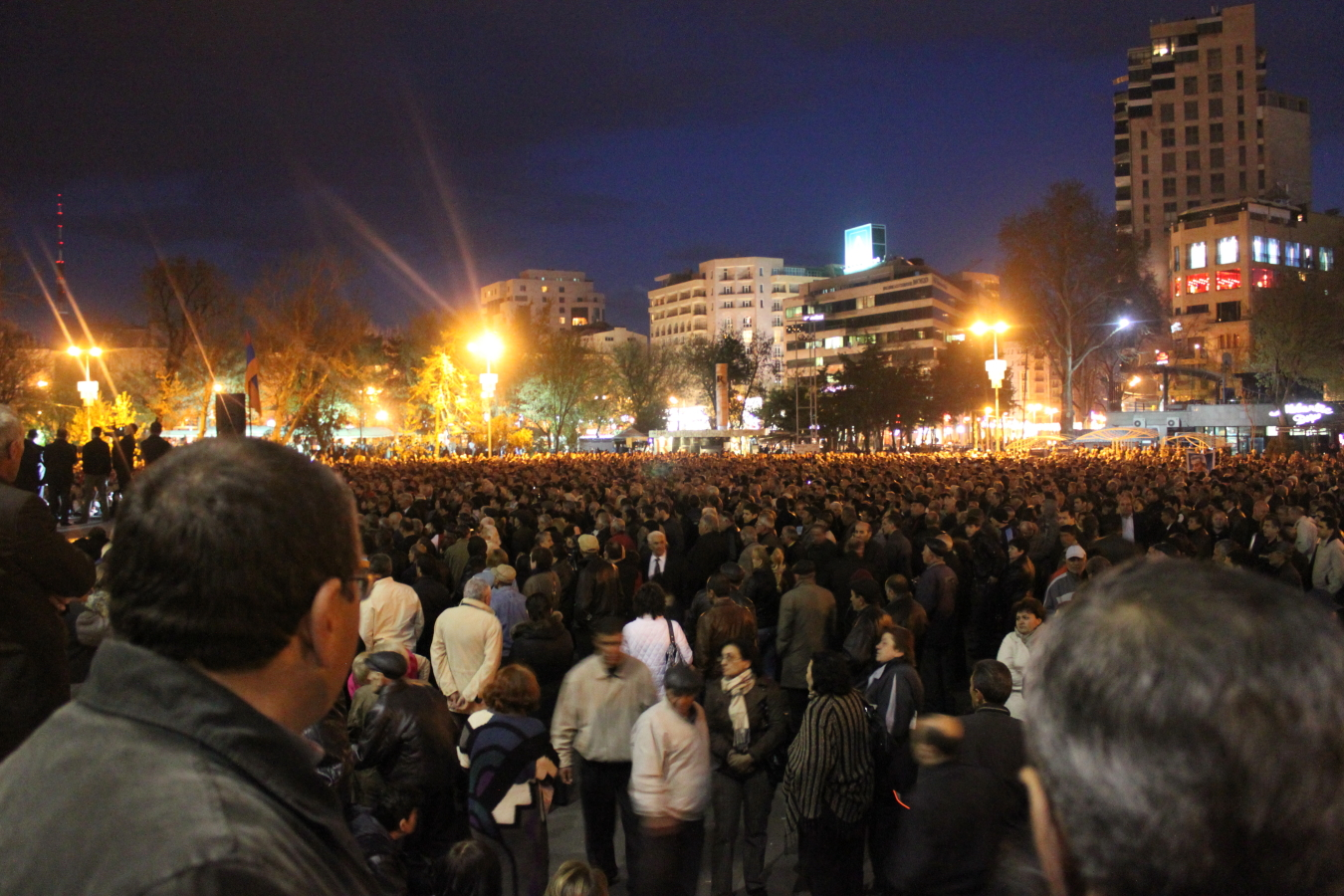
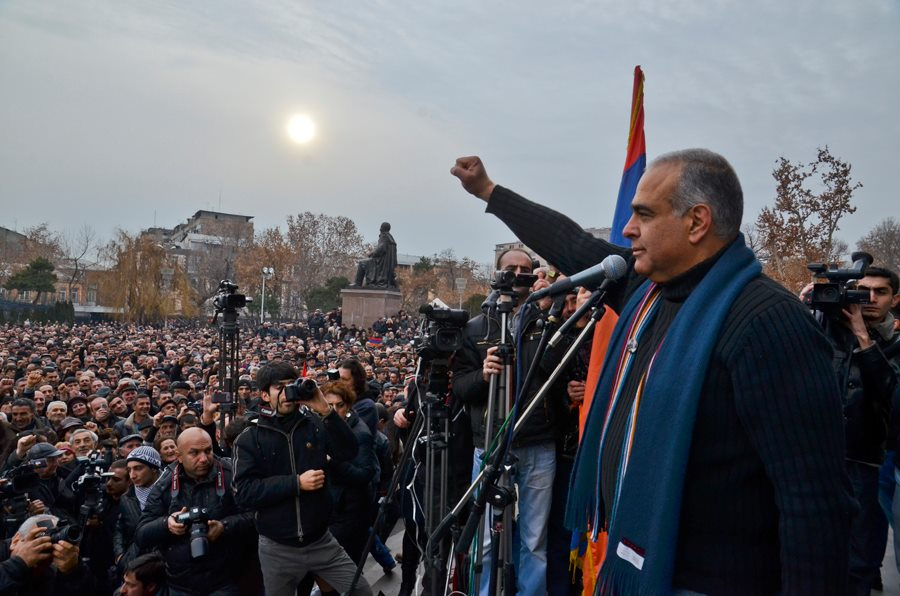
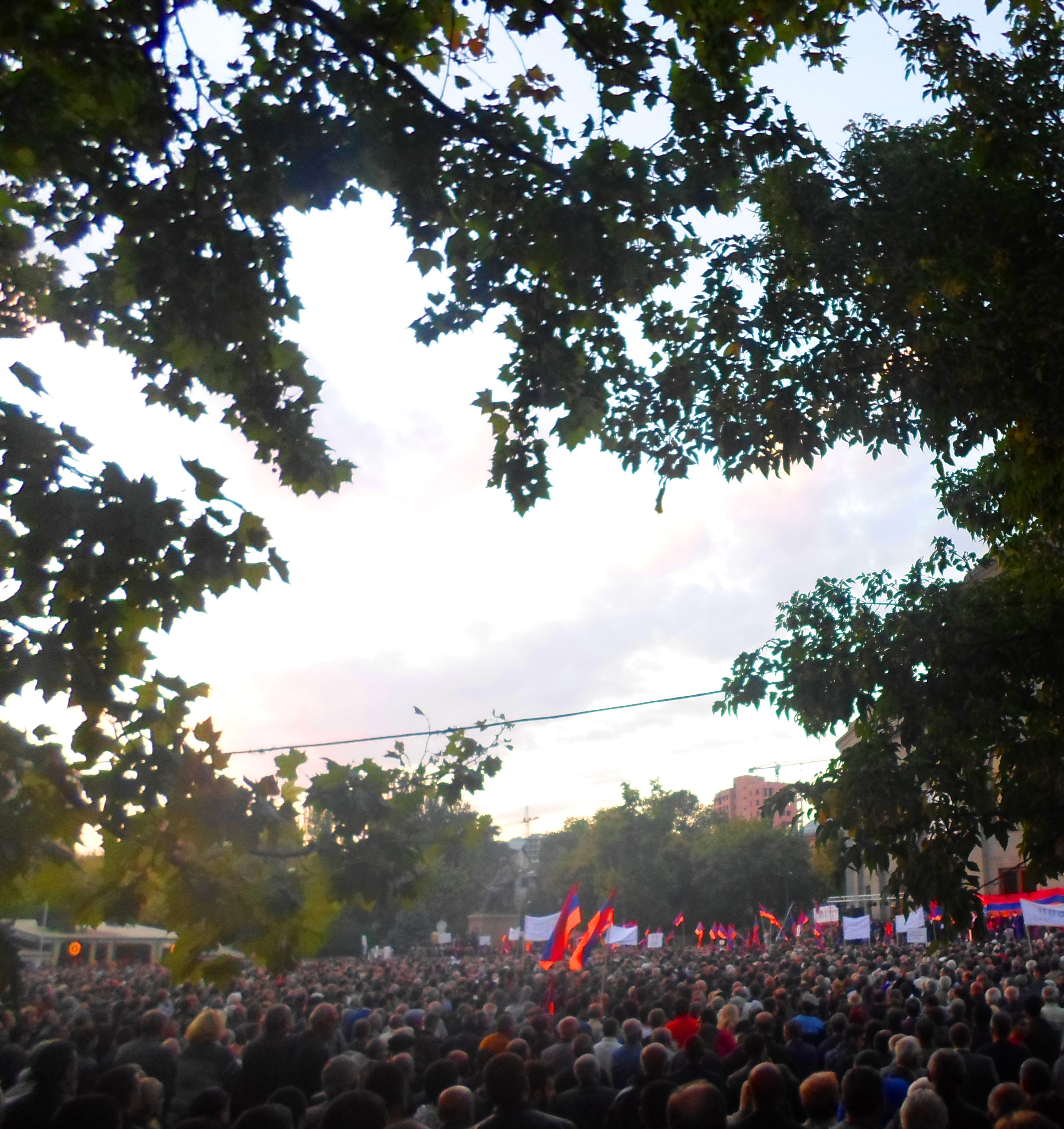
۱۰-۱۰-۲۰۱۴